# Асколи-Пичено
А́сколи-Пиче́но (итал. Ascoli Piceno) — город в итальянском регионе Марке, административный центр одноимённой провинции.
Город расположен в 25 км от Адриатического моря на месте слияния рек Тронто и Кастеллано, с трех сторон окружен холмами, среди которых гора Вознесения (итал. Montagna dell’Ascensione), холм Святого Марка (итал. Colle San Marco) и Цветочная гора (итал. Montagna dei Fiori).
Город соединен железнодорожным сообщением с Сан-Бенедетто-дель-Тронто; а вдоль побережья проходит платная автострада A14, ведущая из Асколи-Пичено через Виа-Салария и все тот же Сан-Бенедетто-дель-Тронто в Рим.
С северо-западной и с южной стороны город окружают два естественных парка, Парк Таинственных Гор (итал. Parco dei Monti Sibillini) и Парк Монти Лага (итал. Parco dei Monti della Laga).
Покровителем города считается святой Эмидио. Праздник города 5 августа.

## История
Асколи был основан италийскими племенами (Пицены) за несколько столетий до основания Рима на пути следования древней солевой дороги, в римские времена известной как Виа Салариа, по которой соль доставляли с Адриатического побережья в центральную Италию. В 268 г. до н. э. он стал «Civitas foederata», федеративным городом с номинальной независимостью от Рима. В 91 г. до н. э., вместе с другими городами из центральной Италии, он восстал против Рима, но в 89 г. до н. э. был повторно завоеван и разрушен Помпеем Страбоном.
В средние века Асколи был разорен остготами, а затем герцогом лангобардов Фароальдом (578 г.). После почти двухсотлетнего владения лангобардского герцогства Сполето (593—789), Асколи правили франкские наместники, но в конечном итоге он попал под власть местного епископата, который к тому времени приобрел огромное влияние в городе.
В 1189 году была создана муниципальная (городская) республика. Однако, вскоре внутренняя борьба за власть и война с соседними городами привела к утрате гражданских ценностей и свобод. Это неустойчивое положение привело к возникновению в городе диктатуры (синьории), такой как при Галеотто I Малатеста (14 век), первоначально привлеченного как наемного полководца (кондотьера) в войне против Фермо, и Франческо Сфорца. Сфорца был свергнут в 1482 году, и Асколи попал под контроль папского сюзеренитета. В 1860 году провинция, вместе с Марке и Умбрией была включена в состав вновь образованного объединенного Королевства Италии.

## Известные уроженцы и жители
- Гарцони, Джованна (1600—1670) — итальянская художница эпохи барокко.
- Карло Кривелли — итальянский художник. Родился в Венеции в 1430 или 1435 году. Большую часть своей жизни провел в Асколи-Пичено. Умер в 1495 в Асколи-Пичено.
- Анджелини, Джузеппе (ок. 1675—1751) — итальянский живописец. Родился и умер в Асколи-Пичено.